# Ateles geoffroyi vellerosus
La scimmia ragno messicana (Ateles geoffroyi vellerosus (Gray, 1866)), è una sottospecie della scimmia ragno di Geoffroy, un tipo di scimmia del Nuovo Mondo originaria delle giungle dell'America centrale, in particolare negli stati dell'Honduras, Nicaragua e di El Salvador.

## Conservazione
La specie è descritta come in pericolo critico dalla IUCN, a causa del calo della popolazione dell'80% negli ultimi 45 anni, principalmente a causa di vaste porzione del suo habitat dovuto al disboscamento.